# An American in Paris (symfonisk dikt)
An American in Paris är en symfonisk dikt av den amerikanske kompositören George Gershwin. Han tog inspiration från sin egen tid i Paris på 1920-talet. Verket uruppfördes 1928.
Förutom vanliga musikinstrument ingår även biltutor i verket. Verket är troligen ett av Gershwins mest spelade, i popularitet endast överträffat av Rhapsody in blue.
Verket användes 1951 i filmen An American in Paris, där Gene Kelly spelar amerikansk konstnär i Paris. Filmen avslutas med en 17 minuter lång balett till tonerna av denna tondikt.